# Mangalagiri
Mangalagiri est une ville du district de Guntur, jusqu'en 2022 puis du  district NTR, depuis le 3 avril 2022, dans l'État d'Andhra Pradesh en Inde. 
Selon le recensement de l'Inde de 2011, la localité compte une population de 107 197 habitants.